# Червоний Степок (Хмельницький район)
Черво́ний Степо́к — колишнє село, що нині входить до складу села Залісся (Старосинявська селищна громада) у Хмельницькому районі Хмельницької області України. Село втратило статус окремого населеного пункту в середині XX століття та було приєднане до Залісся. На території колишнього села розташоване фермерське господарство Черво́ний Степо́к, яке займається вирощуванням зернових культур.

## Історія
Село Черво́ний Степо́к розташовувалося на території сучасної Хмельницької області України та історично входило до складу сільських населених пунктів регіону. Точна дата заснування села наразі невідома через відсутність конкретних архівних документів. Враховуючи особливості заселення Поділля, можна припустити, що Черво́ний Степо́к виник як сільська громада у період з XVII по XIX століття. Такі села зазвичай утворювалися як аграрні поселення, що займалися землеробством і скотарством.
У радянський період Черво́ний Степо́к функціонував як окремий населений пункт у складі адміністративних структур Хмельницької області. Основним видом діяльності жителів було сільське господарство, зокрема вирощування зернових та технічних культур. У цей час на території села діяли колгоспи та інші сільськогосподарські підприємства, характерні для системи колективного землеробства СРСР.
У другій половині XX століття, в рамках адміністративно-територіальної реформи, спрямованої на оптимізацію управління та укрупнення сільських населених пунктів, Черво́ний Степо́к втратив статус самостійного села і був об'єднаний із сусіднім селом Залісся. Така практика була поширена у багатьох регіонах України і супроводжувалась перенесенням адміністративних функцій та жителів у більші села.
Після здобуття Україною незалежності на території колишнього Черво́ного Степка́ було зареєстроване фермерське господарство «Черво́ний Степо́к», засноване 22 квітня 1998 року. Це господарство продовжує аграрні традиції регіону, спеціалізуючись на вирощуванні зернових культур та інших сільськогосподарських роботах.
Нині Черво́ний Степо́к як окремий населений пункт відсутній в адміністративних реєстрах, проте його історична та топонімічна ідентичність зберігається у назві фермерського господарства та на картах, які фіксують колишні населені пункти.